# Bishop Rock
Bishop Rock (Córnico: Men Epskop) es una isla muy pequeña en el océano Atlántico Conocido por su faro. Está en el extremo occidental de las islas Sorlingas, en un archipiélago a 45 km de la península de cornualles al suroeste de Gran Bretaña. El Libro Guinness de los récords la nominó como la isla más pequeña con una construcción encima.
El faro original fue comenzado en 1847, y fue completada en el 1858. Y fue encendida por primera vez el 1 de septiembre de ese mismo año. Antes de la instalación del helipuerto, los visitantes iban con barcos esperándose debajo del faro.
Bishop Rock, también se encuentra en el extremo Oriental de una ruta de navegación para los revisadores oceánicos que se usa desde el principio del siglo XX; el extremo occidental está ubicada la entrada la Badia de Nova York. Esta es la ruta que los liniers oceánicos escogen para competir por el récord de velocidad transatlántico, conocido como Blue Riband.
Esta roca está ocupada casi en su totalidad por un faro deshabitado de 45 metros de altura, operado en forma remota. La construcción de un primer faro sobre pilotes de rosca comenzó en 1847. Cuando los trabajos fueron suspendidos al final de 1849 la estructura había sido completada faltando únicamente por colocar los aparatos de la linterna del faro. Sin embargo, un fuerte temporal destruyó la estructura el 5 de febrero de 1850 antes de que estos pudieran ser instalados. Se recuperó entonces la idea de construir una torre de granito al estilo del faro de Eddystone. El nuevo faro fue encendido el 1 de septiembre de 1858. Debido a problemas en la cimentación detectados durante una inspección en 1881 se decidió reforzar la torre e incrementar la elevacíon de la luz en 12 metros. Los trabajos fueron completados en octubre de 1887.

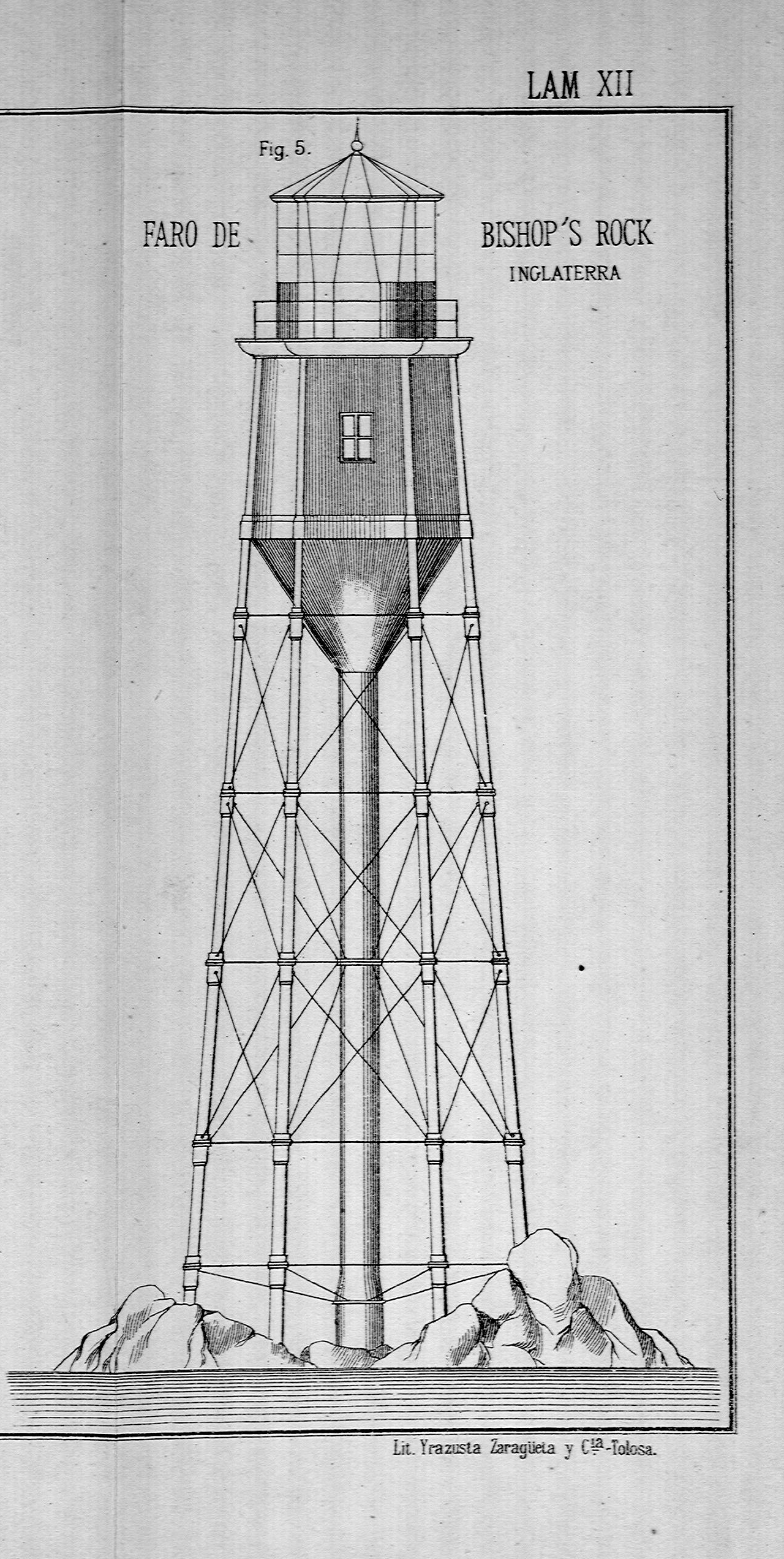
Primer faro en Bishop Rock según una lámina de José Eugenio Ribera.

Es un importante punto de referencia y recalada para las rutas transatlánticas, ya que es considerado como el punto oriental que une la costa oriental de América del norte y el mar Caribe con el canal de la Mancha, mientras que la aproximación desde el sur recala en la isla francesa de Ile d' Ouessant.
Bishop Rock cobra importancia en las tablas de distancias marítimas entre puertos, pues es un paso obligado o punto de unión o empalme (junction point) de dos parciales. Es decir, es muy común encontrar la distancia Nueva York a Bishop Rock y otro parcial de Bishop Rock a Le Havre, obteniendo el total mediante la suma de ambos.

## Historia
A fines del siglo XIII, cuando las islas Sorlingas estaban bajo la jurisdicción de John de Allet y su esposa Isabella, cualquier persona condenada por delito grave ″debería ser llevada a cierta roca en el mar, con dos panes de cebada y una jarra de agua. y se fue hasta que el mar se lo tragó ″.  La roca fue originalmente registrada como Maen Escop en 1284 y Maenenescop en 1302. En Cornualles, Men Eskop significa Piedra del Obispo, mientras que Men an Eskop significa la Piedra del Obispo. Las rocas exteriores al oeste de St Agnes también solían ser conocidas como Bishop y Clerk, pero no se sabe con certeza exactamente cómo adquirieron estos nombres similares. Una posible explicación es que la forma de la roca es similar a la mitra de un obispo.
Al este de Bishop Rock se encuentran las rocas occidentales y el arrecife Gilstone, donde la emblemática Asociación HMS del almirante Shovell naufragó en el gran desastre naval de 1707. Los restos de Shovell fueron repatriados a Inglaterra por orden de la reina Ana poco después de su entierro inicial en las islas Sorlingas.
El primer naufragio registrado en la roca fue en 1839, cuando el bergantín Theodorick atacó en un clima brumoso y brumoso el 4 de septiembre. Ella estaba fuera de Mogodore para Londres llevando una carga general. En las primeras horas del 12 de octubre de 1842, el barco de vapor de 600 toneladas Brigand, un bote de carga, que se dirigía de Liverpool a San Petersburgo, golpeó la roca con tanta fuerza que se cocinó en dos grandes platos de proa. Las rocas actuaron entonces como un pivote, y ella giró y se inclinó hacia el lado del puerto de roca, aplastando la rueda de paletas y la caja hasta tal punto que penetró en la sala de máquinas. Se desplazó más de siete millas en dos horas, antes de hundirse en 90 m. Toda la tripulación se salvó. En 1901, una barca llamada Falkland golpeó la roca, su patio principal golpeó el faro.